# Dépôt de Paris-Chevaleret
Le dépôt de Paris-Chevaleret est un dépôt de locomotives à vapeur de la Compagnie du chemin de fer de Paris à Orléans (PO), ouvert en 1840 et fermé en 1926. Il était situé sur la partie sud de la rue du Chevaleret et rue du Loiret le long de la  ligne de Paris-Austerlitz à Bordeaux-Saint-Jean à proximité de la gare de Paris-Austerlitz.

## Situation géographique et ferroviaire
Le dépôt était situé le long de la rue du Chevaleret à partir de son croisement avec la rue watt. Il était établi le long de la ligne de Paris-Austerlitz à Bordeaux-Saint-Jean, à proximité de la gare d'Orléans-Ceinture. Il est séparé de la gare d'Austerlitz par les ateliers et la gare de marchandises situés après l'ancienne rue Picard établie approximativement à l'emplacement de l'actuelle rue Neuve-Tolbiac.

## Histoire
La création de ce dépôt est décidée le 9 avril 1839 par la Compagnie du chemin de fer de Paris à Orléans pour assurer la remise et la maintenance des machines de traction des  lignes Paris-Juvisy-Corbeil et Paris-Orléans ouvertes respectivement en 1840 et en 1843. La première rotonde de 40 mètres de diamètre, prévue pour 14 machines, précédée d’un espace de 20 m de diamètre, équipé d'une plaque tournante, est mise en service en 1843. Elle est complétée en 1853 par une deuxième rotonde.
Le dépôt est fermé et supprimé en 1926 lors de l’électrification de la ligne Paris-Vierzon. Il est remplacé par un dépôt dédié aux locomotives électriques, situé à Ivry.

Dépôt et ateliers du Chevaleret
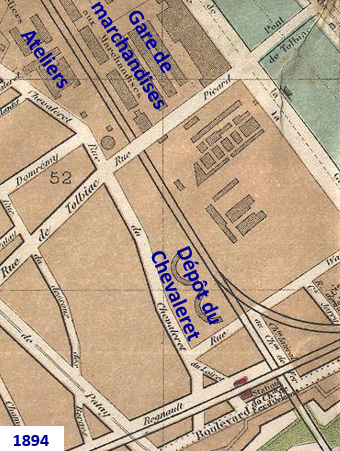
Plan de 1894.
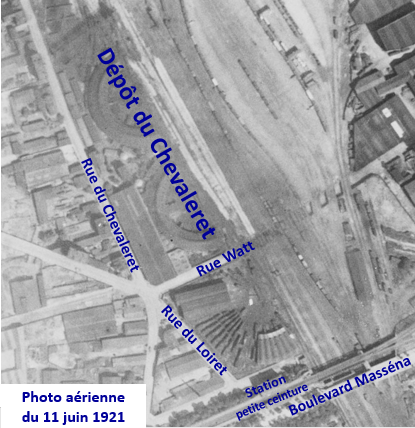
Photo de 1921.
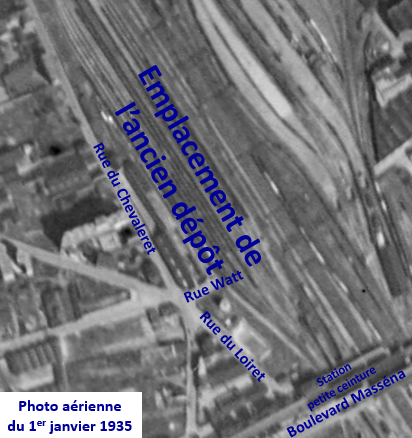
Installations messageries Austerlitz en 1935.

## Après le dépôt
Les voies du service messageries de la gare d’Austerlitz, déplacées pour l’extension des installations voyageurs de cette gare, sont établies à son emplacement. Le secteur Masséna-Chevaleret de la Zac Paris-Rive-Gauche est en cours d'aménagement en 2021 à la place de ces voies supprimées à la fin du siècle dernier.